# Jan Carlos Vargas
Jan Carlos Vargas Campo (ur. 13 marca 1995 w Bocas del Toro) – panamski piłkarz występujący na pozycji środkowego obrońcy, reprezentant Panamy, od 2025 roku zawodnik Tauro.

## Kariera klubowa
Vargas jest wychowankiem klubu Tauro FC. Do pierwszej drużyny został włączony w wieku siedemnastu lat przez szkoleniowca Rolando Palmę i w Liga Panameña zadebiutował 19 stycznia 2013 w wygranym 2:1 spotkaniu z Atlético Chiriquí. Mimo młodego wieku już po kilku miesiącach wywalczył sobie pewne miejsce w wyjściowym składzie i pierwszego gola w najwyższej klasie rozgrywkowej strzelił 13 października 2013 w wygranej 2:0 konfrontacji z Árabe Unido. W jesiennym sezonie Apertura 2013 zdobył z Tauro tytuł mistrza Panamy. Swoje drugie mistrzostwo Panamy osiągnął natomiast kilka lat później – w wiosennym sezonie Clausura 2017. Stworzył wówczas podstawowy duet stoperów z doświadczonym Felipe Baloyem i został wybrany w oficjalnym plebiscycie LPF do najlepszej jedenastki rozgrywek. W sezonie Apertura 2017 ponownie został wybrany do najlepszej jedenastki ligi panamskiej. Ogółem barwy Tauro reprezentował przez pięć lat.
W styczniu 2018 Vargas przeszedł do wenezuelskiego Deportivo Táchira, podpisując z nim roczną umowę.

## Kariera reprezentacyjna
W lipcu 2015 Vargas został powołany przez Leonardo Pipino do olimpijskiej reprezentacji Panamy U-23 na Igrzyska Panamerykańskie w Toronto. Ani razu nie pojawił się jednak wówczas na boisku, natomiast jego drużyna odpadła z rozgrywek w półfinale, przegrywając z Meksykiem (1:2) i zajęła czwarte miejsce na męskim turnieju piłkarskim.
W seniorskiej reprezentacji Panamy Vargas zadebiutował za kadencji selekcjonera Hernána Darío Gómeza, 27 kwietnia 2016 w wygranym 2:0 meczu towarzyskim z Martyniką. W styczniu 2017 został powołany na turniej Copa Centroamericana, podczas którego rozegrał dwa z pięciu możliwych meczów (obydwa w wyjściowym składzie), zaś jego kadra – będąca wówczas gospodarzem – zajęła drugie miejsce w rozgrywkach. Sześć miesięcy później znalazł się w składzie na Złoty Puchar CONCACAF; tam również pełnił głównie rolę rezerwowego i wystąpił w jednym z czterech spotkań (w wyjściowej jedenastce). Panamczycy zakończyli natomiast swój udział w turnieju na ćwierćfinale, przegrywając z Kostaryką (0:1).